# Upata
Upata é uma cidade da Venezuela situada no interior do planalto das Guianas, cabeceira do município de Piar no estado de Bolívar. Tem 156.000 habitantes.